# Gucumatz
Gucumatz (nume alternative: Gukumatz, Gugumatz, Kucumatz sau Quetzalcoatl la azteci), tradus ca „șarpe suveran cu pene”, este prezentat ca fiind zeul șarpe cu pene în Popol Vuh, cel care a creat omenirea împreună cu zeul Huracan (nume alternative: Hurakan, Harakan ori Jurakan). 

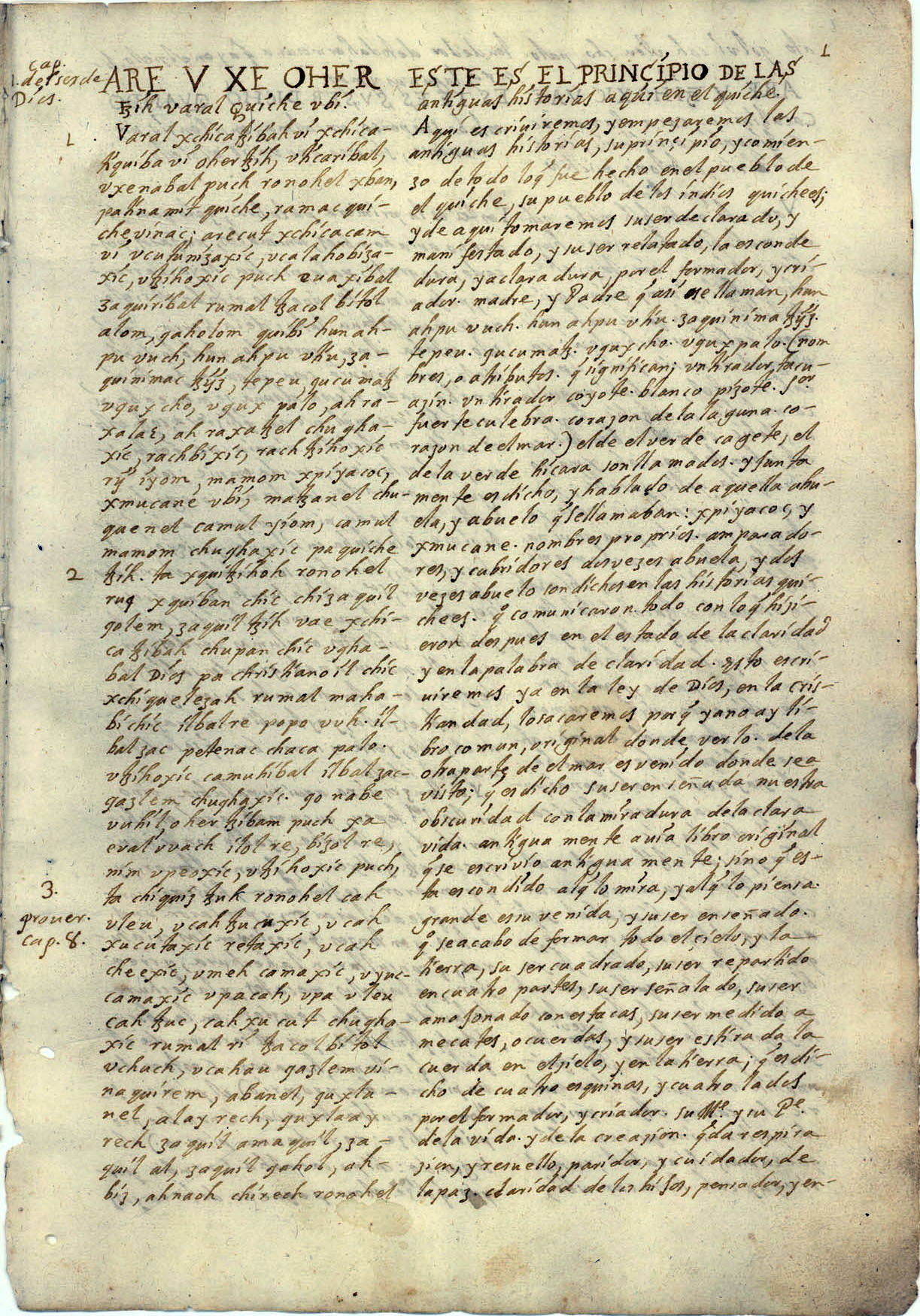
Cea mai veche versiune scrisă a Popol Vuh

Gucumatz este de asemenea considerat echivalentul zeului aztec, Quetzalcoatl; și apare în tradițiile poporului mayaș Quiche sau în tradițiile Yucatec.